# Agaraeus parva
Agaraeus parva är en fjärilsart som beskrevs av Hedemann 1881. Agaraeus parva ingår i släktet Agaraeus och familjen mätare. Inga underarter finns listade i Catalogue of Life.